# Текст (фільм)
«Текст» — російський драматичний триллер режисера Кліма Шипенко, екранізація роману-бестселера «Текст» (2017) письменника Дмитра Глуховского, котрий сам адаптував свій роман у сценарій фільму. Головні ролі виконують Олександр Петров, Кристина Асмус і Іван Янковський.
На території Російської Федерації фільм вийшов у широкий прокат 24 жовтня 2019 року.

## Сюжет
Фільм розказує про 27-літнього Іллю Горюнова, який опинитися за ґратами по хибному звинуваченню у розповсюдженні наркотиків, які йому пІдкинув співробітник ФСКН Петро Хазин. Опинившись на свободі, він усвідомлює, що більше не в змозі повернутися до попереднього життя, по якому він так сильне ностальгував у неволі, і вирішує помститися Хазину, через якого він опинився за ґратами. У ході їхньої зустрічі Ілля вбиває Хазина, отримує доступ до його смартфону і впродовж тижня живе життям кривдника, відправляючи повідомлення його співслужівцям, начальству, батькам і дівчині Ніні, в яку Ілля закохався і сам.

## У ролях
| Актор             | Роль                                 |
| ----------------- | ------------------------------------ |
| Александр Петров  | Илья Горюнов главный герой           |
| Кристина Асмус    | Нина девушка Хазина                  |
| Иван Янковский    | сотрудник ФСКН Пётр Хазин антагонист |
| Максим Виноградов | Серёга друг Горюнова                 |
| Софья Озерова     | Вера бывшая девушка Горюнова         |
| Соня Карпунина    | сотрудница турагентства              |
| Кирилл Нагиев     | Гоша друг Хазина                     |
| Виталий Хаев      | офицер ФСБ Денис Сергеевич           |

## Відгуки
Автор роману Дмитро Глуховский у інтерв'ю «Профисинема» повідомив, що, в цілому, вважає екранізацію дуже вдалою. По його словам, єдина річ, яку він хотів би зберегти у екранізації і яка була вирізана, — це сни головного героя.